# Curtara cumbresa
Curtara cumbresa är en insektsart som beskrevs av Delong och Wolda 1978. Curtara cumbresa ingår i släktet Curtara och familjen dvärgstritar. Inga underarter finns listade i Catalogue of Life.